# Microtriatoma borbai
Microtriatoma borbai es una especie de la familia de las chinches asesinas (Reduviidae) que pertenece a la subfamilia Triatominae.
Esta especie se la ha encontrado en los estados de Paraná y Goiás en Brasil. Además, se ha identificado algunos individuos de esta especie que han sido infectados por Trypanozoma cruzi, por lo que puede ser considerado como vector de la enfermedad de Chagas.